# Chiesa di Santa Maria Antesaecula
La chiesa di Santa Maria Antesaecula è una delle chiese sconsacrate di Napoli; si erge nella via omonima, nel rione Sanità.

## Storia e descrizione
Il tempio ha una pianta a croce greca con presbiterio absidato ed è caratterizzata da una pregevole facciata, arretrata rispetto alla strada, che costituisce l'elemento architettonico di maggior spicco. Il portale è in piperno. L'edificio è uno dei punti di riferimento per l'arte e l'architettura del Rinascimento e del Barocco a Napoli.
Nel 1622 il complesso monastico di Santa Maria a Sicola fu trasferito nella Sanità a causa del disordinato sviluppo edilizio per cui la zona della Vicaria Vecchia fu ritenuta inidonea a continuare ad ospitare l'istituto. Per l'educandato si riutilizzarono edifici preesistenti, riadattandoli ad ambienti monastici, mentre la chiesa fu costruita ex novo; il nome da Sicola fu corrotto in antesaecula, con allusione al passo biblico del libro del Siracide nella traduzione latina della Vulgata le cui parole sono state attribuite alla Madonna: ab inizio et ante saecula creata sum (sono stata creata fin dall'origine e prima dei secoli).
Il complesso fu ben conservato fino alla seconda guerra mondiale, quando i bombardamenti recarono ingenti danni alla chiesa e al monastero. In anni recenti sono stati effettuati lavori di restauro e ripristino che hanno portato alla luce un putridarium: un ambiente seminterrato, ricavato grazie al dislivello fra via Santa Maria Antesaecula e vico Maresca, nel quale si notano otto sedili absidati ("cantarelle") utilizzati per il rituale della scolatura dei cadaveri.
Attualmente l'edificio è sede di un presidio sanitario.